# Porto de Buenos Aires
O Porto de Buenos Aires é o principal porto da Argentina. É uma das principais saídas marítimas para as cargas provenientes do interior do país.

## Características
O porto atual foi construído a partir de finais do século XIX, e se ampliou durante a primeira metade do XX. Hoje move aproximadamente 8.710.000 toneladas anuais de carga, ainda que o tráfego de passageiros —fundamental durante a época de ouro da imigração na Argentina— desapareceu quase por completo, com exceção das linhas de curta extensão de Buenos Aires até as cidades uruguaias de Colônia do Sacramento e Montevidéu.
O Porto Buenos Aires, com capacidade de 1,5 milhão de TEUs por ano de carga total, conecta a Argentina com o mundo e movimenta mais de 62% da carga de contêineres do país. Recebe aproximadamente 1.200 navios por ano. Além disso, opera a descarga de locomotivas, vagões e material ferroviário para a reativação da malha ferroviária de carga. O Porto de Buenos Aires é um porto multimodal, ou seja, permite a ligação entre diferentes meios de transporte para que cargas possam ser importadas ou exportadas. As cargas que chegam à jurisdição portuária provenientes de diferentes províncias o fazem através de três meios de transporte: caminhões, ferrovias e transporte fluvial, conectando-se assim com todo o país.